# Bruchia flexuosa
Bruchia flexuosa är en bladmossart som beskrevs av C. Müller 1847. Bruchia flexuosa ingår i släktet Bruchia och familjen Bruchiaceae. Inga underarter finns listade i Catalogue of Life.